# Abdelaziz Abidi
Abdelaziz Abidi (en arabe : عبد العزيز عبيدي) est un footballeur algérien né le 13 février 1982 à Oran. Il évoluait au poste de milieu de terrain.

## Biographie
Il évolue en première division algérienne avec les clubs, de l'ASM Oran, du WA Tlemcen et du MC Saïda. Il dispute 38 matchs en inscrivant deux buts en Ligue 1.

## Palmarès
WA Tlemcen
- Coupe d'Algérie (1) :
  - Vainqueur : 2007-08.